# Dilkea clarkei
Dilkea clarkei är en passionsblomsväxtart som beskrevs av Feuillet. Dilkea clarkei ingår i släktet Dilkea och familjen passionsblomsväxter. Inga underarter finns listade i Catalogue of Life.